# Відновлення незалежності Естонії
Відновлення незалежності Естонії (юридично визначене як Відновлення Естонської Республіки) — державне свято Естонії, що відзначається 20 серпня, тобто в той день, коли у 1991 році о 23:02 за місцевим часом Верховна Рада Естонії, за погодженням з Естонським комітетом (виконавчий орган Конгресу Естонії), проголосила незалежність Естонії від Радянського Союзу. 20 серпня — державне свято в Естонії.

## 1990 рік
30 березня 1990 року Верховна Рада Естонської РСР прийняла резолюцію про державний статус Естонії. Проголосивши, що окупація Естонської Республіки Радянським Союзом 17 червня 1940 року де-юре не перервала існування Естонської Республіки, Верховна Рада оголосила державну владу Естонської РСР незаконною з моменту її створення та проголосила початок відновлення Естонської Республіки. Був оголошений перехідний період до утворення конституційних органів державної влади Естонської Республіки. 8 травня того ж року Верховна Рада РСР прийняла закон, який анулював назву «Естонська Радянська Соціалістична Республіка». Також згідно з цим законом було припинено використання герба, прапора та гімну Естонської РСР як державних символів та відновлено Конституцію незалежної Естонської Республіки 1938 року. Через тиждень прийнятий закон про принципи тимчасового розпорядження Естонії, згідно з яким підпорядкування органів державної влади, державного управління, судових органів припинено, а прокуратура республіки — відповідним органам СРСР, і вони відокремилися від відповідної системи СРСР. Оголошено, що відносини між республікою та СРСР тепер базуються на Тартуському мирному договорі, укладеному між Естонською Республікою та РРФСР 2 лютого 1920 р.

## Референдум про незалежність 3 березня 1991 р
3 березня відбувся референдум про незалежність Естонської Республіки, в якому взяли участь ті, хто проживав в Естонії до анексії СРСР, та їх нащадки, а також особи, які отримали так звані «зелені карти» конгресу Естонії. 77,8 % тих, хто проголосував, підтримали ідею відновлення незалежності.
Данія визнала незалежність Естонії 11 березня.

## Спроба радянського перевороту 1991 року
Серпневий переворот відбувся 19–22 серпня 1991 року і був спробою членів уряду Радянського Союзу взяти під контроль країну від радянського президента та генерального секретаря Михайла Горбачова.

## 19 серпня 1991 року
Оскільки спроба державного перевороту відбувалась у Москві і була невдалою, різні республіки Радянського Союзу скористались можливістю проголосити свою незалежність. Увечері 19 серпня делегати Верховної Ради Естонії та Естонського комітету розпочали переговори про підтвердження незалежності Естонської Республіки. Основна дискусія була вирішальною: чи слід Естонії проголосити незалежність новою республікою, чи юридично відновити існування Естонської Республіки, створеної в 1918 році та окупованої в 1940 році.

## 20 серпня 1991 року
О 23:02 увечері 20 серпня 1991 р. під час прямого ефіру Естонського телебачення Верховна Рада Естонії проголосувала за підтвердження відновлення незалежности. З 105 делегатів Верховної Ради Естонії присутні 70, 69 проголосували за відновлення. Двоє делегатів, Клавдія Сергій та Кайдо Кама, не зареєструвались для участі в голосуванні та вийшли з місця перед початком голосування.

## 21 серпня 1991 року
Вранці 21 серпня 1991 р. радянські десантники взяли під контроль Таллінську телевізійну вежу; телевізійна трансляція на деякий час була припинена. Члени Естонської ліги оборони (єдиних воєнізованих збройних сил Естонії) забарикадували вхід до сигнальних кімнат. Вдень того ж дня стало ясно, що переворот у Москві зазнав поразки, і десантники звільнили вежу і покинули Естонію.